# Se Čtyřlístkem okolo Blaťáku

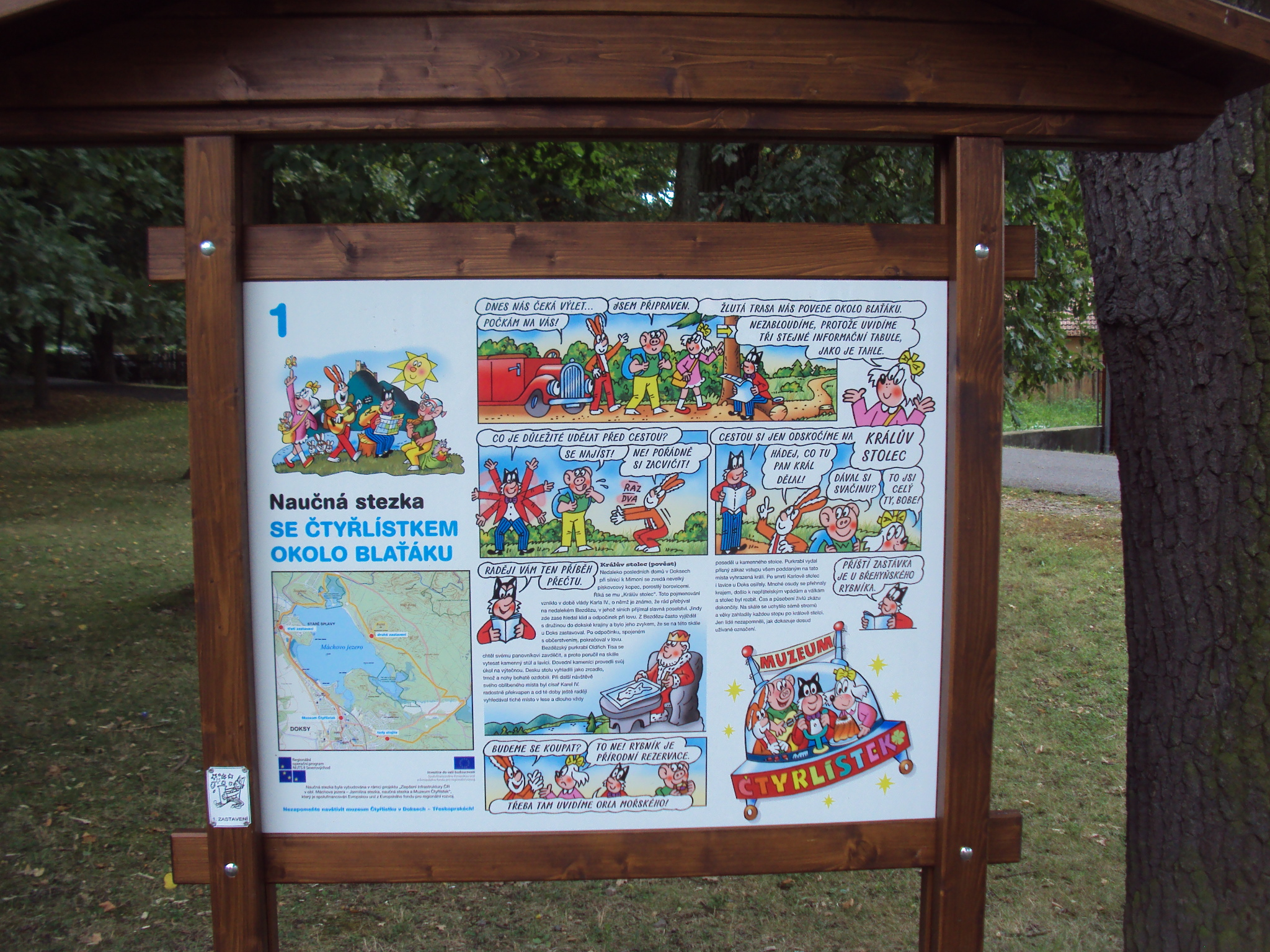
Další z tabulí určených dětem na trase

Se Čtyřlístkem okolo Blaťáku je název jedné z naučných stezek vybudované kolem Máchova jezera na Českolipsku. Tato je obsahově zaměřená na děti.

## Základní údaje
V Doksech u Máchova jezera bylo otevřeno v podkroví bývalé budovy městské knihovny Muzeum Čtyřlístku a v dubnu 2012 i naučná stezka, která zde začínala a i končila. Inspirace autorů vychází z komiksového dětského seriálu Čtyřlístek. V současnosti stezka začíná na dětském hřišti v Kuřivodské ulici v Doksech (na směrovkách KČT je vyznačena již od rozc. Doksy - Masarykovy sady) a končí na náměstí v Doksech.
Stezka byla vybudována v rámci projektu Zlepšení infrastruktury CR v oblasti Máchova jezera. Potřebné finanční prostředky byly získány v fondů Evropské unie prostřednictvím ROP NUTS II Severovýchod. Vedena je po pásovém značení Klubu českých turistů, které bylo již vyznačeno kolem Máchova jezera. Menší odbočky jsou doplněny značením Čtyřlístkové trasy. 

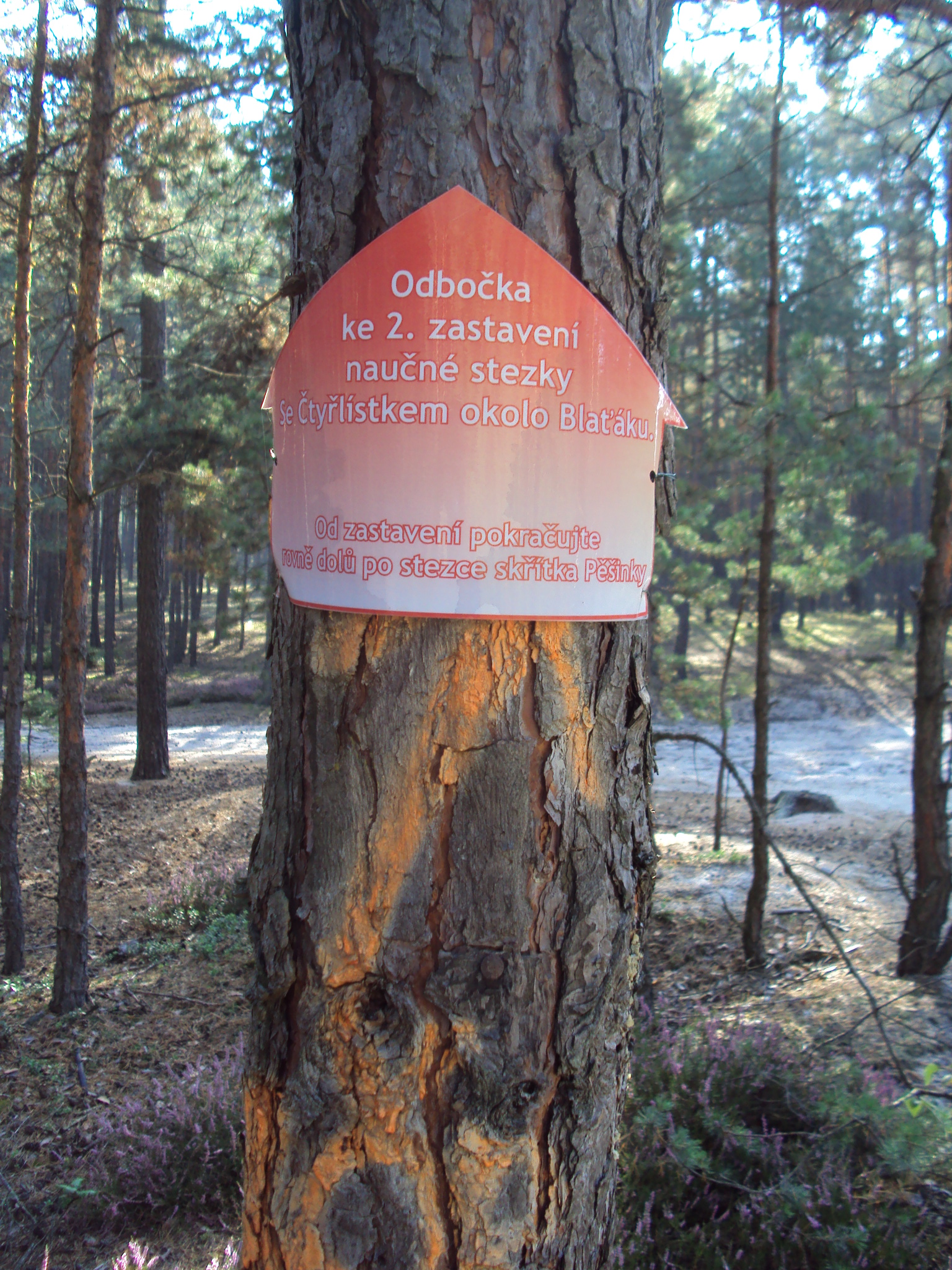
Zvláštní značení odbočky z žluté trasy

Děti s doprovodem jsou k výletu kolem Blaťáku, tj. Máchova jezera motivovány komiksovými postavičkami Fifinky, Bobíka, Myšpulína a Pinďy, které vytvořil tak jako celý komiksový seriál příběhů Jaroslav Němeček. Průvodní materiál děti dostanou na startu. Na 13 km dlouhé trase jsou instalovány tři informační tabule, v Doksech na dětském hřišti v Kuřivodské ulici, pod kopcem Borný a ve Starých Splavech. Na tabulích jsou napsány přiměřeným způsobem přírodní zajímavosti u Máchova jezera a navíc jsou zde napsány úkoly pro děti. Ty po splnění zadaných úkolů mohou v cíli získat odměnu. 

## Další naučné stezky
Okolím Máchova jezera byly v posledních letech vybudovány další naučné stezky, které se trasami s touto z větší části prolínají. 
- Naučná stezka Swamp
- Okolo Máchova jezera se skřítkem Pěšinkou
- Naučná Máchova stezka[3]